# Dubautia sherffiana
Dubautia sherffiana là một loài thực vật có hoa trong họ Cúc. Loài này được Fosberg mô tả khoa học đầu tiên năm 1943.